# Fluorid rutheničný
Fluorid rutheničný je chemická sloučenina se vzorcem RuF5. Je to tmavě zelená látka s teplotou tání 86,5 °C. Je citlivý na hydrolýzu vzdušnou vlhkostí. Krystalická struktura sestává z tetramerů Ru4F20, v nichž mají všechny atomy ruthenia oktaedrickou konfiguraci a jsou propojeny dvěma sdílenými můstkovými fluoridy (vrcholy oktaedru).